# Hypolimnas bolina
Hypolimnas bolina is een vlinder uit de familie Nymphalidae (vossen, parelmoervlinders en weerschijnvlinders).  

## Kenmerken
De spanwijdte bedraagt tussen de 65 en 95 millimeter. De mannelijke vlinders hebben op de bovenzijde van de vleugels witte vlekken die onder de juiste hoek gezien paars oplichten in het zonlicht. De onderzijde van beide geslachten is gelijk. De bovenzijde van de vrouwelijke vlinders is erg verschillend per gebied.

## Verspreiding en leefgebied
De vlinder komt voor in het Indomaleisisch, Australaziatisch gebied, Madagaskar, Japan en het zuidelijke deel van het Arabisch Schiereiland.

## Leefwijze
Het zijn krachtige vliegers hoewel het vrouwtje vaak een rustige vleugelslag heeft om de giftige Euploea core te imiteren. Mannetjes vertonen territoriaal gedrag en zijn vaak wachtend op een vrouwtjes aan de rand van een open plek of langs een weg aan te treffen.

## Waardplanten
De waardplanten van de rupsen zijn onder meer van de brandnetelfamilie en kaasjeskruidfamilie.

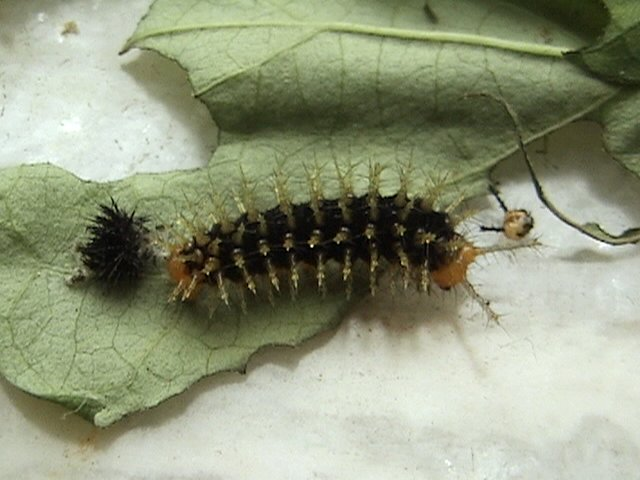
Rups
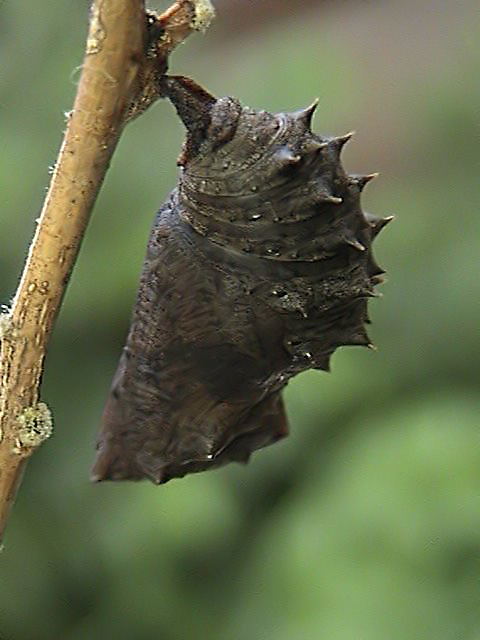
Pop

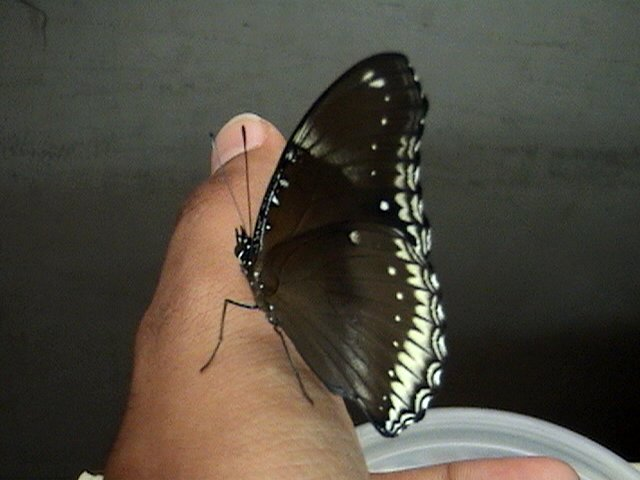
vrouwtje
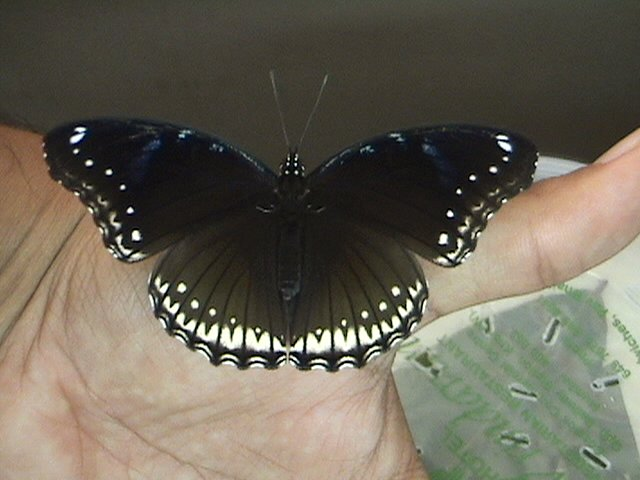
vrouwtje